# Шобер
Шобер (словен. Šober) — поселення в общині Марибор, Подравський регіон‎, Словенія.